# Bartholomäus Ziegenbalg
Bartholomäus Ziegenbalg (Tamil பர்த்தலோமேயு சீகன்பால்க்; * 10. Juli 1682 in Pulsnitz; † 23. Februar 1719 in Tranquebar) war ab 1706 der erste deutsche evangelische Missionar in Indien. Er kam mit der Dänisch-Halleschen Mission nach Südindien, erlernte die tamilische Sprache und übersetzte die Bibel, die als sogenannte Tranquebar-Bibel 1713 herauskam. Er gründete Schulen, ein Kinderheim und 1707 die erste evangelisch-lutherische Tamilgemeinde in Tranquebar, wo er auch die Neue Jerusalems-Kirche erbauen ließ.

## Leben und Werk
Bartholomäus Ziegenbalg, der 1682 (nach anderen Quellen 1683) als Sohn eines Getreidehändlers im kursächsischen Pulsnitz geboren wurde, durchlief die Schule in Kamenz und ab 1694 das Gymnasium in Görlitz. Ziegenbalg war mit zwölf Jahren Vollwaise; seine älteste Schwester sorgte danach für ihn. Er wechselte 1702 an das Berliner Friedrichswerdersche Gymnasium unter dem pietistischen Rektor Joachim Lange. In Berlin lernte er auch Philipp Jakob Spener kennen, eine Leitfigur des neu aufkommenden Pietismus. Ab 1703 studierte er Theologie an der Universität Halle als Schüler von August Hermann Francke. Aus gesundheitlichen Gründen konnte er das Studium nicht abschließen; er wurde Lehrer einer Privatschule in Merseburg und in Erfurt sowie Prädikant in Pulsnitz und in Werder bei Berlin.
Am 1. Oktober 1705 wurde Ziegenbalg gemeinsam mit Heinrich Plütschau zum Dienst in der Dänisch-Halleschen Mission berufen und etwas später vom dänischen König Friedrich IV. und dessen Hofprediger Franz Julius Lütkens in die dänische Kolonie Tranquebar (heute: Tharangambadi) an der Südostküste des indischen Subkontinents entsandt, wo er am 9. Juli 1706 mit dem Schiff Sophia Hedwig eintraf. Während der Überfahrt schrieb er sein Werk Allgemeine Schule der wahren Weisheit. Seine Tätigkeit übte er unter großen Schwierigkeiten und Anfeindungen durch die bereits ansässigen Europäer aus. Widerstand brachte seiner Arbeit vor allem die Dänische Ostindien-Kompanie entgegen, die ihre Handelsinteressen bedroht sah. Er geriet bald auch in Konflikt zur unchristlichen Lebensweise der Europäer in Tranquebar. Der Kommandant Johann Sigismund Hassius nannte ihn „Teufelsknecht“ oder „Thomas Münzer“. Ziegenbalg musste sogar mehrere Monate lang ins Gefängnis.
Ziegenbalg entschloss sich zum damals sehr ungewöhnlichen Schritt, die tamilische Sprache zu erlernen, um besser wirken zu können. Er war der Erste, der das Neue Testament (NT) 1711 und größere Teile des Alten Testaments ins Tamilische übersetzte. Die Tranquebar-Bibel konnte 1713 mit einer aus Halle eingeführten deutschen Druckmaschine hergestellt werden. Auch den Lutherischen Katechismus übersetzte er und erstellte ein Tamil-Gesangbuch und weitere Schriften in Tamil. Umgekehrt übertrug Ziegenbalg Tamil-Bücher ins Deutsche. Er engagierte sich im sozialen Bereich, unter anderem durch Gründung eines Kinderheimes und von Schulen. 1707 gründete er die erste evangelisch-lutherische Tamilgemeinde in Tranquebar und ließ dort die Neue Jerusalems-Kirche bauen. Seine 1711 verfasste ausführliche Beschreibung des „malabarischen Heidentums“ und seine „Genealogie der malabarischen Götter“ (1716) wurden nach Halle an A. H. Francke gesandt. Francke fand an diesen Schriften wenig Gefallen und schrieb an Ziegenbalg nach Tranquebar, dass diese Schriften unmöglich gedruckt werden könnten. Die Missionare seien nach Indien entsandt, um das Heidentum auszurotten und nicht, um heidnischen Unsinn in Europa zu verbreiten. Die beiden Werke wurden erst Jahrzehnte nach Ziegenbalgs Tod in Auszügen im Druck veröffentlicht. Ziegenbalg selbst war vom Wert dieser Arbeiten überzeugt und machte den in Berlin lebenden hugenottischen Gelehrten Maturin Veyssière de La Croze in einem Brief auf seine ungenutzt in Halle liegenden Manuskripte aufmerksam. Dieser ließ sich daraufhin die Manuskripte aus Halle kommen und benutzte sie als Grundlage für seine 1724 erschienene Histoire du christianisme des Indes.
Zwischen 1714 und 1716 besuchte er Deutschland, wo er Maria Dorothea Salzmann, die Tochter eines Merseburger Beamten, kennenlernte und am 4. Juni 1715 in Halle heiratete. Er kehrte zusammen mit ihr als erster deutschen Missionarsfrau nach Tranquebar zurück. Nach seiner Rückkehr setzte er sich dafür ein, für einheimische Christen ein Seminar einzurichten, um diese für die Verkündigung des Evangeliums auszubilden. Die Missionsverantwortlichen in Dänemark verstanden diesen Schritt und auch Ziegenbalgs früheren Entscheidungen und Arbeitsweisen nicht und kritisierten ihn heftig.
Die Strapazen seiner vielfältigen Arbeit sowie des Klimas schwächten den ohnehin kränklichen Missionar so weit, dass er mit nur 36 Jahren in Tranquebar verstarb. Sein enger Mitarbeiter Johann Ernst Gründler wurde sein Nachfolger. 250 tamilische Christen der Jerusalemskirche trauerten um ihn.

## Nachleben
In Tamil Nadu ging aus Ziegenbalgs 13-jähriger Tätigkeit die noch heute existierende Evangelisch-Lutherische Tamilkirche (TELC) hervor.
Darüber hinaus hat er einige Grundsätze der evangelischen Missionsarbeit begründet, die auch spätere landes- und freikirchliche Missionswerke übernommen haben. Dazu gehören:
- Verwendung der Umgangssprache der örtlichen Bevölkerung,
- Auseinandersetzung mit den kulturellen Gegebenheiten,
- Übersetzung der Bibel in die Umgangssprache, ggf. sogar Entwicklung einer Schrift,
- Alphabetisierung, Aufbau von Schulen und Gründung von Waisenhäusern,
- Ausbildung örtlicher Prediger und Missionare.

Die Pulsnitzer Gemeinde St. Nicolai, in der Ziegenbalg geboren wurde, unterhält seit 1982 wieder enge Kontakte nach Tranquebar, sammelte für die Opfer des Tsunamis von 2004, der auch Tranquebar traf, und unterstützt ein Kinderheim, das auf Ziegenbalgs Initiative entstand. Wechselseitig besuchen sich Jugendliche aus Pulsnitz und Tranquebar.
Vom 9. Juli 2006 bis zum 9. Juli 2007 fand zum 325. Geburtstag des Theologen in Deutschland ein Ziegenbalg-Jahr statt.
Gedenktage:
- Evangelische Kirche in Deutschland: 22. Februar im Evangelischen Namenkalender[8]
- Evangelisch-Lutherische Kirche in Amerika: 7. November im Lutheran Worship, gemeinsam mit Johann Christian Friedrich Heyer und Ludwig Ingwer Nommensen[9]

## Ehrungen

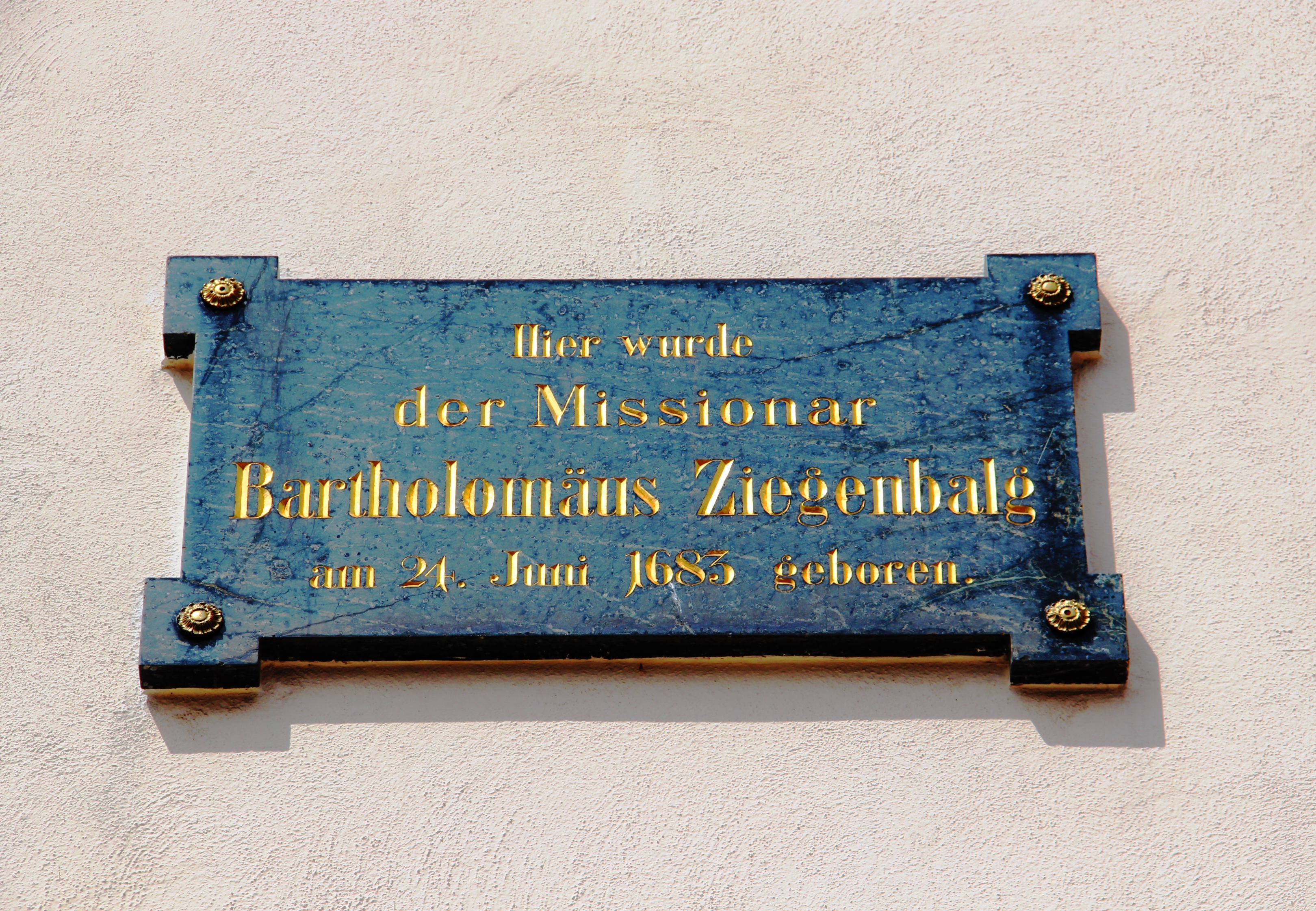
Tafel am Geburtshaus von Bartholomäus Ziegenbalg in Pulsnitz

Ziegenbalgplatz – Straßenschild in Pulsnitz

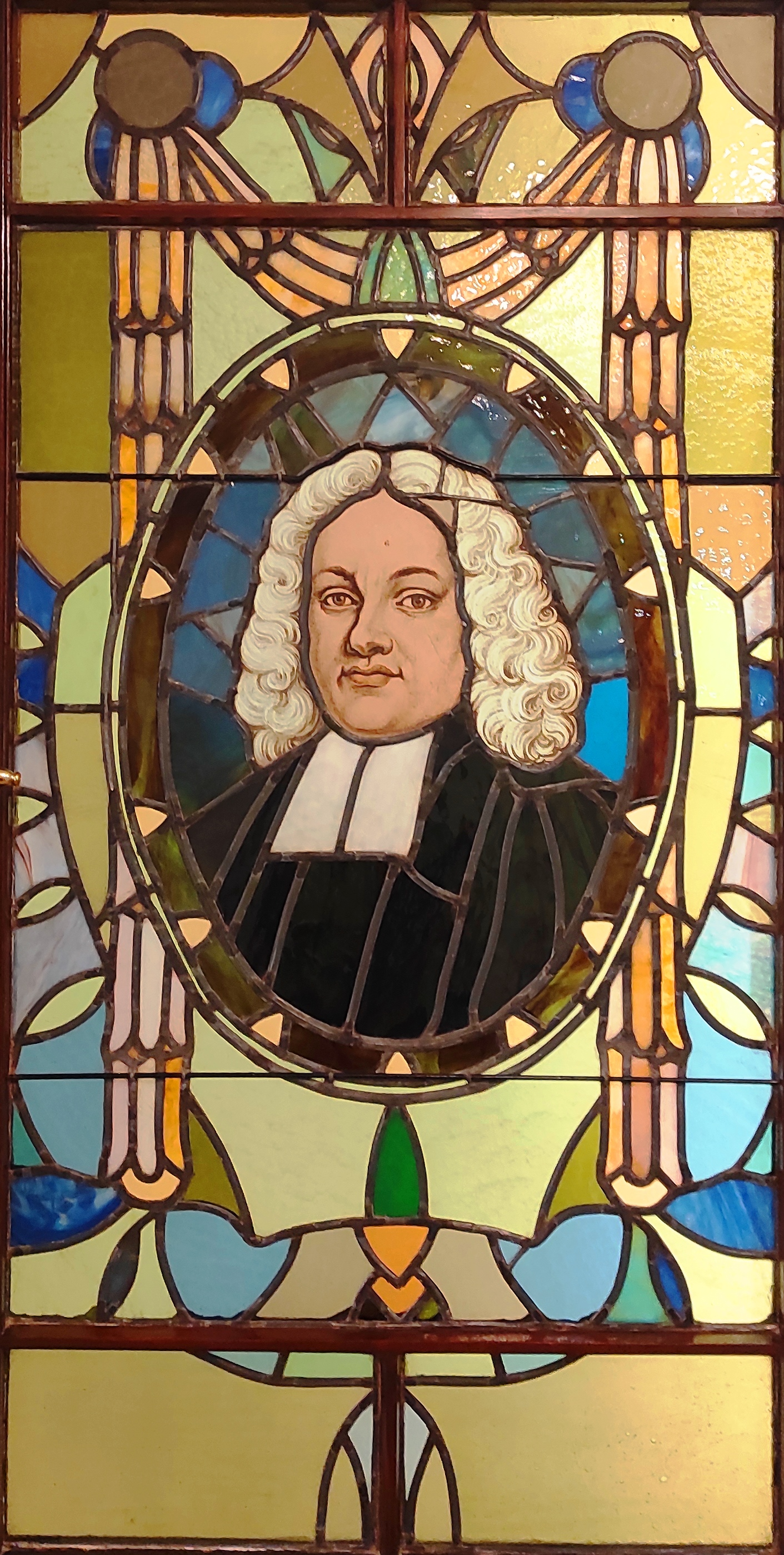
Bleiglasfenster mit Darstellung Ziegenbalgs im Treppenhaus des Pulsnitzer Rathauses

In Pulsnitz wurde der Ziegenbalgplatz nach Bartholomäus Ziegenbalg benannt.

## Eigene Werke

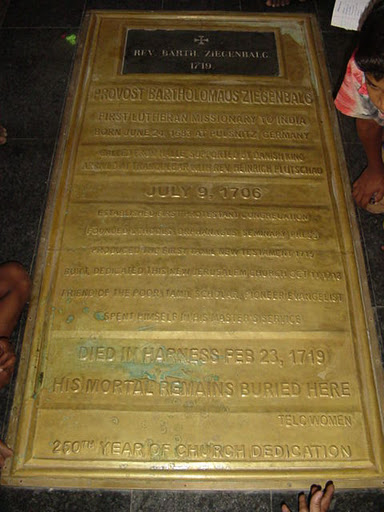
Grabplatte von Bartholomäus Ziegenbalg in Tranquebar (Tharangambadi)

- Merckwürdige Nachricht aus Ost-Indien, Welche Zwey Evangelisch-Lutherische Prediger, Nahmentlich, Herr Bartholomäus Ziegenbalg, gebürtig von Pulsnitz in Meissen, Und Herr Heinrich Plütscho, Von Wesenberg in Mecklenburg, So ... den 29. Novemb. 1705. aus Copenhagen nach Dero Ost-Indischen Colonie in Trangebar gesandt, ... an einige Prediger und gute Freunde in Berlin überschrieben, und von diesen zum Druck befördert. Leipzig und Frankfurt am Main 1708 (online). Wikisource-Text
- Allgemeine Schule der wahren Weisheit. Frankfurt und Leipzig 1710 (online).
- Biblia Damulica. 1713. („Tranquebar-Bibel“, erste Bibelausgabe in tamilischer Sprache in der Übersetzung von Bartholomäus Ziegenbalg)
- Grammatica Damulica. Halle 1716, urn:nbn:de:bvb:12-bsb10671513-4.
- Kurze Nachricht von seiner Reise aus Ost-Indien nach Europa. Halle 1716, urn:nbn:de:bvb:12-bsb10671513-4.
- Beschreibung der Religion, und heiligen Gebräuche der Malabarischen Hindous : nach Bemerkungen in Hindostan gesammelt. Verlag der Königlich Preußischen akademischen Kunst- und Buchhandlung, Berlin 1791, urn:nbn:de:bvb:12-bsb10433941-7.
- Ziegenbalg, Bartholomäus: Genealogia der malabarischen Götter. Hrsg.: Germann, Wilhelm. Madras, u. a. 1867, urn:nbn:de:bvb:12-bsb10446148-7.
- Werner Raupp (Hrsg.): Mission in Quellentexten. Geschichte der Deutschen Evangelischen Mission von der Reformation bis zur Weltmissionskonferenz Edinburgh 1910, Erlangen/Bad Liebenzell 1990 (Quellenauszüge samt Einführung u. Literatur), S. 138–163, bes. 141–154.